# Triaspis bictica
Triaspis bictica är en stekelart som först beskrevs av Papp 1993.  Triaspis bictica ingår i släktet Triaspis och familjen bracksteklar. Inga underarter finns listade i Catalogue of Life.